# Saison 2011-2012 du Football Club de Grenoble rugby
Cette page retrace la saison 2011-2012 du Football club de Grenoble rugby au cours de laquelle le club alpin remporte le championnat de Pro D2.

## Contexte
Le FC Grenoble dispute cette année sa 6e saison consécutive en Pro D2. Lors de la saison précédente, le club a terminé la phase régulière à la deuxième place à seulement 2 points du champion, le Lyon OU, et s'est incliné à domicile lors de la demi-finale d'accession en Top 14 face à l'Union Bordeaux Bègles qui a rejoint l'élite au terme des playoffs.
Fabrice Landreau entame quant à lui sa troisième saison en tant que manageur chargé du secteur sportif. Il reste associé à Sylvain Bégon et Franck Corrihons qui conservent respectivement leur fonction d'entraineur des avants et des lignes arrières.

### Composition de la poule
À l'issue de la saison 2010-11 de Top 14, le CS Bourgoin-Jallieu et le Stade rochelais sont sportivement relégués en Pro D2. En sens inverse, l'AS Béziers et le CA Périgueux, respectivement champion et finaliste de Fédérale 1, sont promus en deuxième division.
| Club                    | Budget 2011-12 en millions d'euros | Classement en 2010-11 | En Pro D2 depuis… |
| Pays d'Aix RC           | 3,79                               | 11                    | 2009              |
| SC Albi                 | 5,26                               | 3                     | 2010              |
| FC Auch                 | 2,56                               | 6                     | 2008              |
| Stade aurillacois       | 4,15                               | 7                     | 2007              |
| AS Béziers (P)          | 5,25                               | 1 (Fédérale 1)        | 2011              |
| CS Bourgoin-Jallieu (R) | 6,68                               | 14 (Top 14)           | 2011              |
| US Carcassonne          | 3,26                               | 10                    | 2010              |
| US Dax                  | 5,21                               | 14                    | 2009              |
| FC Grenoble             | 8,93                               | 2                     | 2006              |
| Stade montois           | 3,96                               | 4                     | 2009              |
| RC Narbonne             | 4,63                               | 13                    | 2007              |
| US Oyonnax              | 4,77                               | 8                     | 2002              |
| Section paloise         | 6,12                               | 9                     | 2006              |
| CA Périgueux (P)        | 2,99                               | 2 (Fédérale 1)        | 2011              |
| Stade rochelais (R)     | 7,71                               | 13 (Top 14)           | 2011              |
| Tarbes Pyrénées         | 4,88                               | 12                    | 2000              |

| Pays d'Aix RC SC Albi FC Auch Stade aurillacois AS Béziers CS Bourgoin-Jallieu US Carcassonne US Dax FC Grenoble Stade montois RC Narbonne US Oyonnax Section paloise CA Périgueux Stade rochelais Tarbes Pyrénées |

## Transferts
Continuant sa politique de renforcement, le FC Grenoble recrute au moins un joueur à chaque poste. En tout, on dénombre 9 arrivées à l'intersaison, plus 2 jokers médicaux. En outre, cinq joueurs de l'équipe espoir signent un premier contrat professionnel avec leur club formateur, ces derniers ayant déjà fait au moins une apparition en équipe première sur les deux saisons précédentes. Dans la colonne des départs, si 12 joueurs quittent le club, notons que deux d'entre eux (Thomas Bianchin et Marvin O'Connor) rejoignent le Top 14.
| Départs - Pierre Aguillon, centre, US Carcassonne - Thomas Bianchin, talonneur, Racing Métro 92 - Rudy Chéron, pilier, Stade phocéen - Wylie Human, ailier, Pays d'Aix RC - Denis Lison, centre, US Montmélian - Mirko Lozupone, talonneur, Montluçon rugby - Marvin O'Connor, ailier, Aviron bayonnais - Régis Sigoire, 2e ligne, USO Nevers - Rory Teague, demi d'ouverture, Cinderford RFC - Benjamin Terchi, ailier, US Romans - Kietaka "Tukino" Talasinga, 3e ligne, US Romans | Arrêt - John Senio, demi de mêlée |
| Arrivées - Naude Beukes, 2e ligne, US Oyonnax - Daniel Browne, 3e ligne, Leeds Carnegie - Albertus Buckle, pilier, Biarritz olympique (Joker médical), - Aloisio Butonidualevu, centre, FC Auch - Vincent Campo, talonneur, FC Auch - Valentin Courrent, demi d'ouverture, SU Agen, - Clément Darbo, demi de mêlée, Section paloise - Tone Kopelani, talonneur, CS Bourgoin-Jallieu - Pierre-Yves Montagnat, arrière, Lyon OU - Afeleke Pelenise, ailier, Tasman Rugby Union - Ruaan du Preez, pilier, CS Bourgoin-Jallieu - Viliame Waqaseduadua, ailier, Auckland RFU (Joker médical), | Première signature de contrat professionnel - Laurent Bouchet, talonneur - Hugo Dupont, arrière - Lucas Dupont, ailier - Flavien Nouhaillaguet, 3e ligne - Cyril Veyret, 2e ligne |

## Effectif

### Staff technique
| Nom                      | Fonction                | Nationalité |
| Sylvain Bégon            | Entraîneur des avants   | France      |
| Patrick Chassaing        | Préparateur physique    | France      |
| Franck Corrihons         | Entraîneur des arrières | France      |
| Bruno "La Pomme" Delatte | Assistant               | France      |
| Cédric Fourrier          | Kinésithérapeute        | France      |
| Bernard Jackman          | Entraîneur défense      | Irlande     |
| Fabrice Landreau         | Directeur sportif       | France      |
| Régis Lanthaume          | Préparateur physique    | France      |
| Claude Mignaçabal        | Entraîneur des buteurs  | France      |
| Cyril Vilain             | Vidéo                   | France      |

### Joueurs
| Nom                   | Poste            | Naissance         | Nationalité sportive | Dernier club          | Arrivée au club (année) |
| Albertus Buckle       | Pilier           | 9 septembre 1983  | Afrique du Sud       | Biarritz olympique    | 2011                    |
| Romain David          | Pilier           | 21 avril 1982     | France               | Formé au club         |                         |
| Dayna Edwards         | Pilier           | 14 mars 1985      | Australie            | Queensland Reds       | 2010                    |
| Grégory Fabro         | Pilier           | 28 février 1986   | France               | Formé au club         |                         |
| James Lakepa          | Pilier           | 4 juin 1980       | Samoa                | Western Sydney Rams   | 2009                    |
| Kenan Mutapcic        | Pilier           | 6 novembre 1979   | France               | US Bourg-en-Bresse    | 2009                    |
| Ruaan du Preez        | Pilier           | 20 mars 1984      | Afrique du Sud       | CS Bourgoin-Jallieu   | 2011                    |
| Laurent Bouchet       | Talonneur        | 23 août 1988      | France               | Formé au club         |                         |
| Vincent Campo         | Talonneur        | 20 mai 1985       | France               | FC Auch               | 2011                    |
| Tone Kopelani         | Talonneur        | 22 avril 1978     | Nouvelle-Zélande     | CS Bourgoin-Jallieu   | 2011                    |
| Naude Beukes          | Deuxième ligne   | 22 octobre 1980   | Afrique du Sud       | US Oyonnax            | 2011                    |
| Andrew Farley         | Deuxième ligne   | 21 août 1980      | Irlande              | Connacht Rugby        | 2009                    |
| Altenstadt Hulme      | Deuxième ligne   | 10 octobre 1981   | Afrique du Sud       | Union Bordeaux Bègles | 2010                    |
| Cyril Veyret          | Deuxième ligne   | 30 janvier 1988   | France               | Formé au club         |                         |
| Fabien Alexandre      | Troisième ligne  | 14 mai 1985       | France               | Biarritz olympique    | 2011                    |
| Roland Bernard        | Troisième ligne  | 14 novembre 1981  | Afrique du Sud       | Stade montois         | 2009                    |
| Jonathan Best         | Troisième ligne  | 2 août 1983       | France               | Formé au club         |                         |
| Daniel Browne         | Troisième ligne  | 16 avril 1979     | Irlande              | Leeds Carnegie        | 2011                    |
| Olivier Chaplain      | Troisième ligne  | 6 janvier 1982    | France               | AS Béziers            | 2009                    |
| Alexis Driollet       | Troisième ligne  | 10 août 1984      | France               | Pays d'Aix RC         | 2010                    |
| Franck Maréchal       | Troisième ligne  | 12 juin 1982      | France               | Stade montois         | 2010                    |
| Flavien Nouhaillaguet | Troisième ligne  | 16 mars 1989      | France               | Formé au club         |                         |
| Clément Darbo         | Demi de mêlée    | 13 janvier 1986   | France               | Section paloise       | 2011                    |
| Jonathan Pélissié     | Demi de mêlée    | 6 juin 1988       | France               | CA Brive              | 2009                    |
| Valentin Courrent     | Demi d'ouverture | 16 août 1982      | France               | SU Agen               | 2012                    |
| Jonathan Quinnez      | Demi d'ouverture | 27 avril 1990     | France               | Formé au club         |                         |
| Blair Stewart         | Demi d'ouverture | 2 octobre 1983    | Nouvelle-Zélande     | SC Albi               | 2010                    |
| Aloisio Butonidualevu | Centre           | 21 octobre 1983   | Fidji                | FC Auch               | 2011                    |
| Nigel Hunt            | Centre           | 14 mai 1983       | Nouvelle-Zélande     | Bay of Plenty RU      | 2010                    |
| Rida Jahouer          | Centre           | 7 juillet 1980    | France               | US Montauban          | 2010                    |
| Jone Daunivucu        | Ailier           | 1er janvier 1977  | Fidji                | Tarbes PR             | 2007                    |
| Lucas Dupont          | Ailier           | 19 mars 1990      | France               | Formé au club         |                         |
| Raphaël Eymond        | Ailier           | 12 septembre 1990 | France               | Formé au club         |                         |
| Afeleke Pelenise      | Ailier           | 14 novembre 1982  | Nouvelle-Zélande     | Tasman Rugby Union    | 2011                    |
| Viliame Waqaseduadua  | Ailier           | 23 avril 1983     | Nouvelle-Zélande     | Auckland RFU          | 2011                    |
| Johan Dalla Riva      | Arrière          | 3 septembre 1978  | France               | US Montauban          | 2010                    |
| Hugo Dupont           | Arrière          | 29 septembre 1988 | France               | Formé au club         |                         |
| Fabien Gengenbacher   | Arrière          | 13 janvier 1984   | France               | Lyon OU               | 2006                    |
| Pierre-Yves Montagnat | Arrière          | 5 mars 1986       | France               | Lyon OU               | 2011                    |

## Récit de la saison
À l'issue du derby de l'Isère l'opposant à son voisin du CS Bourgoin-Jallieu au stade des Alpes, le club s'impose en empochant le bonus offensif (30-13) et prend ainsi la tête du championnat, ce qui ne lui était plus arrivé depuis la saison 2009-10. Lors de la journée suivante, Grenoble se déplace chez l'autre relégué de Top 14, La Rochelle, et concède une courte défaite (16-18) mais conserve la tête car son dauphin, l'US Dax ne décroche qu'un nul à domicile face à Carcassonne. 
Pour le compte de la 13e journée, le FCG se déplace chez le promu biterrois et décroche sa deuxième victoire à l'extérieur de la saison (16-11), ce qui lui permet de conserver son fauteuil de leader avant de recevoir le deuxième du classement, l'US Dax. De deux points, grâce à la botte de Darbo et Pélissié, ce duel au sommet tourne en faveur des Grenoblois (18-16). La journée suivante, c'est Oyonnax qui se présente à Lesdiguières. Le FCG décroche son 6e point de bonus offensif de la saison en l'emportant 24-9. Enchainant une troisième réception d'affilée, la 16e journée propose un match contre le stade aurillacois, alors 13e au classement. À la mi-temps, les locaux mènent par un large écart en ayant inscrit 3 essais sans en encaisser un seul. La deuxième mi-temps est d'une autre tournure et les Grenoblois n'inscrivent pas le moindre point et laisse s'échapper le bonus offensif en encaissant un essai sur la sirène.
Le 17 janvier, Valentin Courrent, en provenance d'Agen, paraphe un contrat de 18 mois en faveur du club.
Lors de la 17e journée, Grenoble se déplace à Carcassonne, classé 6e et prétendant aux phases finales. L'entame de partie est très difficile pour le FCG qui, à la 22e minute, est déjà mené 16 à 3 et est contraint de jouer à 14 en raison d'un carton jaune récolté par Pélissié, titulaire à l'ouverture. À partir de ce point, la tendance va complètement s'inverser et les locaux n'inscrivent plus le moindre point au tableau d'affichage. La fin de première et la deuxième période sont complètement à l'avantage de Grenoble qui inscrit 3 essais et s'impose finalement sur un large écart, privant les locaux du point de bonus défensif (43-16). À l'issue de cette journée, 8 points séparent le FCG du 2e.

## Statistiques
Mis à jour le 21 février 2012.

### Bilans collectifs

#### Classements annexes
À l'issue de la 20e journée, avec un match en moins, le FCG possède la meilleure attaque (428 points inscrits), la meilleure défense (241 points encaissés) et est également l'équipe qui a inscrit le plus d'essais (36 soit 1,9 par match). Avec 17 cartons jaunes reçus, le club est 11e au classement de la discipline.

### Bilans individuels
| Nom                   | Poste           | J (Tit.) | Tps de jeu (en min) | E | T | P | D |   |   |
| Albertus Buckle       | Pilier          | 2 (1)    | 57                  | 0 | 0 | 0 | 0 | 0 | 0 |
| Romain David          | Pilier          | 11 (4)   | 359                 | 0 | 0 | 0 | 0 | 0 | 0 |
| Dayna Edwards         | Pilier          | 16 (12)  | 826                 | 0 | 0 | 0 | 0 | 1 | 0 |
| Grégory Fabro         | Pilier          | 8 (0)    | 98                  | 0 | 0 | 0 | 0 | 0 | 0 |
| James Lakepa          | Pilier          | 2 (0)    | 29                  | 0 | 0 | 0 | 0 | 0 | 0 |
| Kenan Mutapcic        | Pilier          | 18 (15)  | 1061                | 1 | 0 | 0 | 0 | 0 | 0 |
| Ruaan du Preez        | Pilier          | 17 (6)   | 610                 | 1 | 0 | 0 | 0 | 2 | 0 |
| Laurent Bouchet       | Talonneur       | 10 (0)   | 204                 | 0 | 0 | 0 | 0 | 0 | 0 |
| Vincent Campo         | Talonneur       | 14 (7)   | 620                 | 1 | 0 | 0 | 0 | 0 | 0 |
| Tone Kopelani         | Talonneur       | 14 (12)  | 696                 | 1 | 0 | 0 | 0 | 2 | 0 |
| Naude Beukes          | Deuxième ligne  | 12 (7)   | 563                 | 0 | 0 | 0 | 0 | 1 | 0 |
| Andrew Farley         | Deuxième ligne  | 19 (17)  | 1364                | 0 | 0 | 0 | 0 | 0 | 0 |
| Altenstadt Hulme      | Deuxième ligne  | 11 (8)   | 631                 | 1 | 0 | 0 | 0 | 1 | 0 |
| Cyril Veyret          | Deuxième ligne  | 6 (4)    | 292                 | 0 | 0 | 0 | 0 | 1 | 0 |
| Fabien Alexandre      | Troisième ligne | 13 (6)   | 576                 | 0 | 0 | 0 | 0 | 1 | 0 |
| Roland Bernard        | Troisième ligne | 11 (9)   | 629                 | 3 | 0 | 0 | 0 | 1 | 0 |
| Jonathan Best         | Troisième ligne | 15 (7)   | 744                 | 0 | 0 | 0 | 0 | 0 | 0 |
| Daniel Browne         | Troisième ligne | 17 (16)  | 1121                | 1 | 0 | 0 | 0 | 2 | 0 |
| Olivier Chaplain      | Troisième ligne | 16 (13)  | 1023                | 3 | 0 | 0 | 0 | 0 | 0 |
| Alexis Driollet       | Troisième ligne | 9 (6)    | 450                 | 0 | 0 | 0 | 0 | 0 | 0 |
| Franck Maréchal       | Troisième ligne | 7 (2)    | 207                 | 1 | 0 | 0 | 0 | 0 | 0 |
| Flavien Nouhaillaguet | Troisième ligne | 0 (0)    | 0                   | 0 | 0 | 0 | 0 | 0 | 0 |

| Nom                   | Poste            | J (Tit.) | Tps de jeu (en min) | E | T  | P  | D |   |   |
| Clément Darbo         | Demi de mêlée    | 17 (13)  | 1011                | 1 | 15 | 51 | 0 | 1 | 0 |
| Jonathan Pélissié     | Demi de mêlée    | 15 (10)  | 883                 | 3 | 0  | 2  | 0 | 1 | 0 |
| Valentin Courrent     | Demi d'ouverture | 1 (0)    | 24                  | 0 | 1  | 0  | 0 | 0 | 0 |
| Jonathan Quinnez      | Demi d'ouverture | 1 (0)    | 6                   | 0 | 0  | 0  | 0 | 0 | 0 |
| Blair Stewart         | Demi d'ouverture | 15 (15)  | 1015                | 1 | 6  | 14 | 0 | 0 | 0 |
| Aloisio Butonidualevu | Centre           | 16 (10)  | 901                 | 2 | 0  | 0  | 0 | 0 | 0 |
| Nigel Hunt            | Centre           | 18 (14)  | 1151                | 4 | 0  | 0  | 0 | 0 | 0 |
| Rida Jahouer          | Centre           | 17 (16)  | 1190                | 0 | 0  | 0  | 0 | 1 | 0 |
| Jone Daunivucu        | Ailier           | 7 (6)    | 453                 | 1 | 0  | 0  | 0 | 0 | 0 |
| Lucas Dupont          | Ailier           | 17 (16)  | 1303                | 6 | 0  | 0  | 0 | 1 | 0 |
| Raphaël Eymond        | Ailier           | 3 (3)    | 217                 | 0 | 0  | 0  | 0 | 0 | 0 |
| Afeleke Pelenise      | Ailier           | 3 (3)    | 227                 | 0 | 0  | 0  | 0 | 0 | 0 |
| Viliame Waqaseduadua  | Ailier           | 8 (8)    | 617                 | 0 | 0  | 0  | 0 | 0 | 0 |
| Johan Dalla Riva      | Arrière          | 12 (7)   | 580                 | 1 | 0  | 0  | 0 | 0 | 0 |
| Hugo Dupont           | Arrière          | 3 (0)    | 52                  | 0 | 0  | 0  | 0 | 0 | 0 |
| Fabien Gengenbacher   | Arrière          | 15 (12)  | 1010                | 3 | 0  | 0  | 1 | 0 | 0 |
| Pierre-Yves Montagnat | Arrière          | 0 (0)    | 0                   | 0 | 0  | 0  | 0 | 0 | 0 |

#### Équipe-type
L'équipe-type est basée sur le nombre de titularisations en championnat.
1. Kenan Mutapcic 2. Tone Kopelani 3. Dayna Edwards 

4. Altenstadt Hulme 5. Andrew Farley  

6. Roland Bernard 8. Daniel Browne 7. Olivier Chaplain 

9. Clément Darbo 10. Blair Stewart 

11. Viliame Waqaseduadua 12. Nigel Hunt 13. Rida Jahouer 14. Lucas Dupont 

15. Fabien Gengenbacher 

#### Réalisateurs
| N° | Joueur            | Poste            | J (Tit.) | E | T  | P  | D | Points | Moy. |
| 1  | Clément Darbo     | Demi de mêlée    | 17 (13)  | 1 | 15 | 51 | 0 | 188    | 11,1 |
| 2  | Blair Stewart     | Demi d'ouverture | 15 (15)  | 1 | 6  | 14 | 0 | 59     | 3,9  |
| 3  | Lucas Dupont      | Ailier           | 17 (16)  | 6 | 0  | 0  | 0 | 30     | 1,8  |
| 4  | Jonathan Pélissié | Demi de mêlée    | 15 (10)  | 3 | 0  | 2  | 0 | 21     | 1,4  |

#### Marqueurs
| N° | Joueur                | Poste                            | J (Tit.) | E |
| 1  | Lucas Dupont          | Ailier                           | 17 (16)  | 6 |
| 2  | Nigel Hunt            | Centre                           | 17 (13)  | 4 |
| 3  | Roland Bernard        | Troisième ligne                  | 11 (9)   | 3 |
| 3  | Olivier Chaplain      | Troisième ligne                  | 15 (12)  | 3 |
| 3  | Fabien Gengenbacher   | Arrière                          | 14 (11)  | 3 |
| 3  | Jonathan Pélissié     | Demi de mêlée / demi d'ouverture | 14 (10)  | 3 |
| 7  | Aloisio Butonidualevu | Centre                           | 15 (10)  | 2 |
| 8  | Daniel Browne         | Troisième ligne                  | 16 (15)  | 1 |
| 8  | Vincent Campo         | Talonneur                        | 13 (7)   | 1 |
| 8  | Johan Dalla Riva      | Arrière                          | 11 (7)   | 1 |
| 8  | Clément Darbo         | Demi de mêlée                    | 16 (12)  | 1 |
| 8  | Jone Daunivucu        | Ailier                           | 7 (6)    | 1 |
| 8  | Ruaan du Preez        | Pilier                           | 16 (5)   | 1 |
| 8  | Altenstadt Hulme      | Deuxième ligne                   | 11 (8)   | 1 |
| 8  | Tone Kopelani         | Talonneur                        | 13 (11)  | 1 |
| 8  | Franck Maréchal       | Troisième ligne                  | 6 (2)    | 1 |
| 8  | Kenan Mutapcic        | Pilier                           | 17 (14)  | 1 |
| 8  | Blair Stewart         | Demi d'ouverture                 | 14 (14)  | 1 |